# ロバート・ストラウス
ロビー・E（Robbie E）のリングネームで知られるロバート・ストラウス（Robert Strauss、1983年10月1日 - ）は、アメリカ合衆国のプロレスラー。ニュージャージー州エリザベス出身。現在はWWE・NXTに所属している。キャリア初期は北東部と大西洋中部のインディー団体にてロブ・エコス（Rob Eckos）というリングネームで活動していた。

## 来歴

### キャリア初期
ロバートは4歳の頃からプロレスを見始め、アルティメット・ウォリアー、スティング、ショーン・マイケルズのファンだった。そしてニュージャージー州ウッドブリッジでアイアン・マイク・シャープが主催したローカル団体のライブイベントを見たとき、プロレスに興味を持ち、プロレスラーを目指すようになった。
16歳になるとニュージャージー州ウッドランドパークにあるケビン・ナイトの下で、2000年の1月にロブ・エコス（Rob Eckos）としてチャド・ワーウイックとデビュー戦をするまでの4ヶ月間定期的な練習と訓練をしていた。
ニュージャージー州ウッドランドパークに拠点を置くインディー団体であるインディペンデント・レスリング・フェデレーション（Independent Wrestling Federation）でエコスはプロレスラーとして初期のキャリアを2002年まで過ごした。
IWF離脱後の02年以降、TNAと契約するまではプロペイン・プロレスリング（Pro-Pain Pro Wrestling / 3PW）、カオスレスリング（Chaotic Wrestling）、イースト・コースト・レスリングアソシエーション（East Coast Wrestling Association）、ハードウェイ・レスリング（Hardway Wrestling）、ジャージー・オール・プロレスリング（Jersey All Pro Wrestling）といった数多くのインディー団体に参戦し、多くのタイトルを獲得している。

### TNA
2010年7月27日にTNAのダーク・マッチに出場し、ボビー・フィッシュと対戦し負けてしまうが、8月5日にTNAが契約を結んだ事を発表した。リングネームをロビー・E（Robbie E）と改名し、8月10日のTNA Impact!のダーク・マッチにてマネージャーのクッキーと組み、ジェレミー・バック（ヤング・バックスの1人）と対戦して勝利している。10月7日にてマネージャーのクッキーと共にImpactのライブにてテレビデビューする。
ロビーはアメージング・レッドを破ったあとのXディビジョン王座保持者であるジェイ・リサールをリングで襲撃し、リング・デビューする。翌週リサールの持つXディビジョン王座への挑戦権を獲得するためにクッキーとともにストリートファイトスタイルでノンタイトル戦をするも負けてしまう。11月のTurning Pointにてロビーはクッキーの助けを借りてリサールを破り、Xディビジョン王座を初めて獲得した。12月のFinal Resolutionでクッキーの介入を防ぐためにクッキーが上空の檻に閉じ込められた状態でリサールとリマッチを行ない、再び勝利するも2日後の12月7日のImapct!にてリサールにXディビジョン王座を奪い返されてしまう。
11年2月10日に新チャンプであるカザリアンの持つXディビジョン王座にAgainst All Oddsで挑戦できる権利を賭けた挑戦者決定トーナメントに出場し、ブライアン・ケンドリックとスーサイドを破り決勝へ進出する。Against All Oddsでカザリアンに挑戦するも敗北してしまう。その後3月のVictory Roadでカザリアン、ロビー・E、ジェレミー・バック、マックス・バックと4wayマッチで再びXディビジョン王座に挑戦するも敗北してしまう。そして8月11日のImpact!でロビーとクッキーは別れてしまう（クッキーは後に解雇）。
クッキーと別れた後は新しいパートナーを探し始め、8月25日のImpactでロブ・テリーを新しいパートナーとしてオファーした。9月8日のImpact!でロブ・テリーはロビー・Eとエリック・ヤングの試合後に介入してエリック・ヤングを攻撃し、10月27日のエリック・ヤングとロビー・Eが戦い、ロビー・Eが敗北したあとロブ・テリーが介入し、ロブとロビーはエリック・ヤングを攻撃し、ロブ・テリーはロビー・Tと改名する。
11月13日のTurning Pointでロビー・Eはエリック・ヤングを破り、彼の持っていたTNA TV王座を手に入れ、同月17日と12月1日にディーボンとRVDを相手に防衛戦を行ない勝利している。12月1日のFinal Resolutionでエリック・ヤングのリマッチを受け、これを退ける。
2012年の1月12日のAgainst All Oddsで誰でもタイトルを賭け挑戦でも受けると発表し、シャノン・ムーアが名乗りを上げたため対戦し勝利する。3月のVictory Roadでも同じような発表を行ない、ディーボンが名乗り出たため対戦するも負け、タイトルを手放してしまう。4月のLockdownでスチール・ケージ・マッチ戦を行なうも、ディーボン相手に再び敗北、5月のSacrificeにてディーボン、ロビー・E、マネージャーのロビー・Tの3wayを行なうも敗北、6月7日のImpact!にてディーボンとまたタイトルマッチを行なうも、ギャレット・ビショフの介入により負けてしまい、計3回タイトル奪取に失敗している。
6月10日のSlammiversaryにロビー・Tと組み、ディーボンとギャレット・ビショフのタッグと対戦するも敗北してしまう。10月にサモア・ジョーの持つTNA TV王座に挑戦するが敗戦。その後は特に目立った活躍もなく2012年をフェードアウトしていく。
2013年に入るとロビー・Tの間に不穏な空気が流れるようになり、2月に抗争を開始するようになる。3月のLockdownでロビー・Tと対戦するが敗北、PPV翌週のImpactで再戦するもまた負けてしまい、ロビー・Eの敗北で抗争を終了している。なお抗争終了と同時にロビー・Tはリングネームをロブ・テリーに戻している。
抗争終了後に新たなパートナー探しをするようになり、5月から新たなパートナーのジェシー・ゴッダーズとタッグを結成している。結成と同時にタッグ王座奪取を目標にアピールをするようになった。10月のBound for Gloryでガンナーとジェームス・スートムの持つTNA世界タッグ王座へ挑戦、チャンピオン組から勝利し、タッグ王座を初戴冠している。PPV後のImpact Wrestlingにて元王座組のリマッチを退け、初防衛を果たしている。

## 得意技
フレッシュ・トゥ・デス
フィニッシャー。ランニング・ダイヤモンドカッター
ショア・ティングス
フィニッシャー。スイング式ネックブリーカー
スティル・オブ・エコス
ロブ・エコス時代のフィニッシャー、スーパー・キック
河津落としの体勢から体を反転させ体を浴びせながらのクローズライン
延髄斬り

## 獲得タイトル
TNA

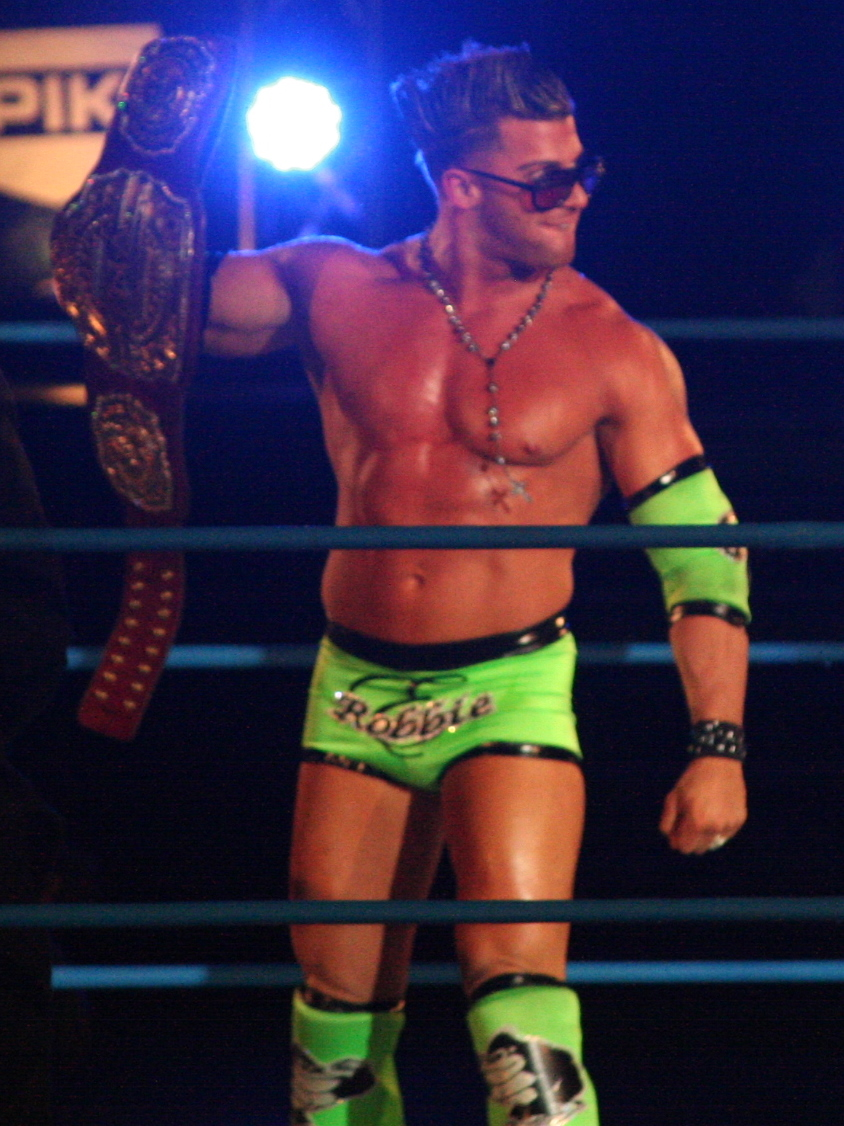
TNA TV王座

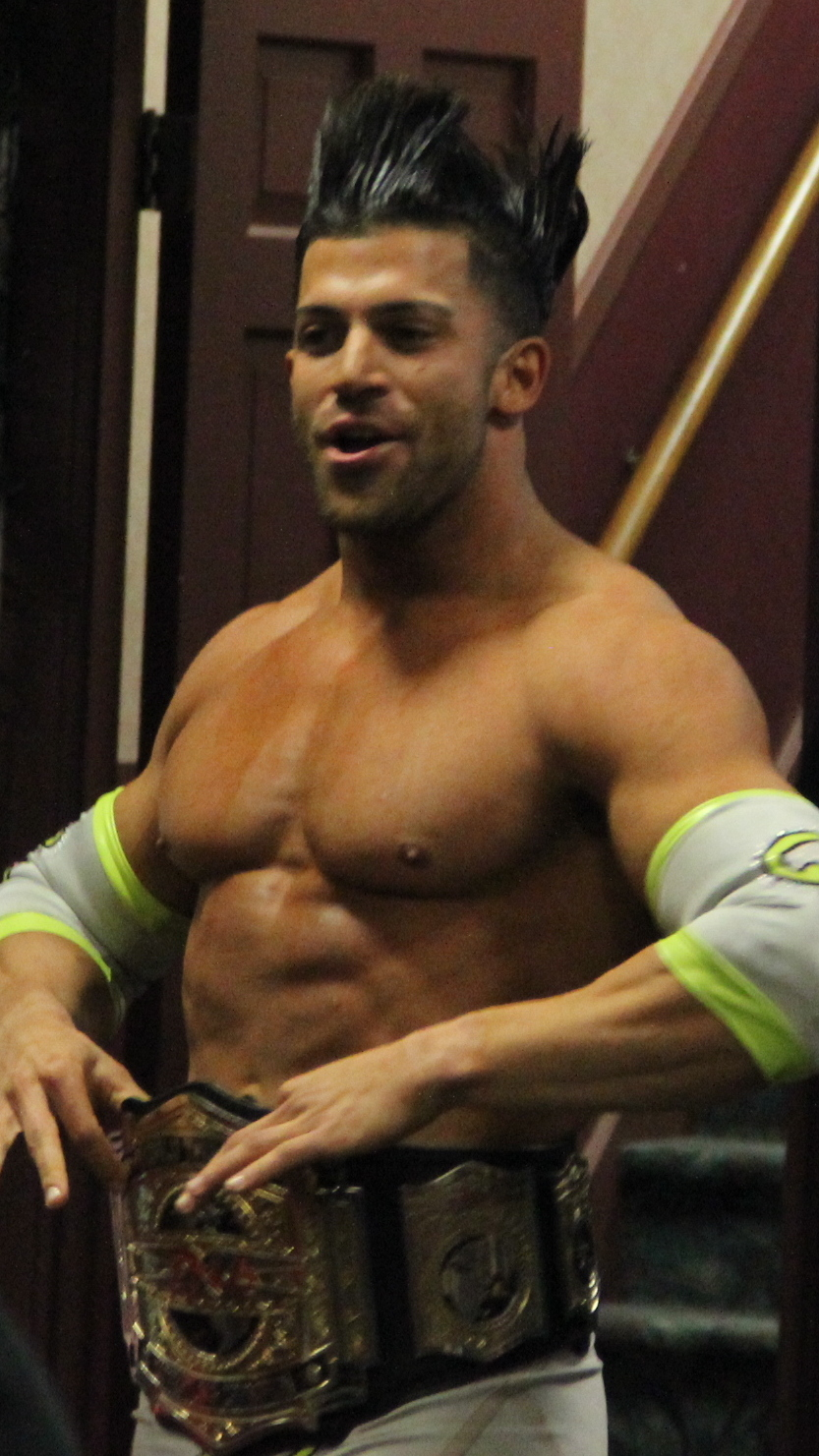
TNA世界タッグ王座

- TNA世界タッグ王座 : 1回（w / ジェシー・ゴッダーズ）
- TNA TV王座 ：1回
- TNA Xディヴィジョン王座 ：1回

CW（Chaotic Wrestling）
- CWタッグチーム王座 ：1回 （w / ビリー・バックス）

CSWF（CyberSpace Wrestling Federation）
- CSWFクルーザー級王座 ：1回

ECWA（East Coast Wrestling Association）
- ECWAミッドアトラクション王座 ：1回
- ECWAタッグチーム王座：2回 （w / ビリー・バックス）

GLCW（Great Lakes Championship Wrestling）
- GLCWヘビー級王座 ：1回

HW（Hardway Wrestling）
- HWライトウェイト王座 ：1回

ISPW（Independent Superstars of Professional Wrestling）
- ISPWトライステート王座 ：1回

JCW（Jersey Championship Wrestling）
- JCWクルーザー級王座 ：1回

NCW（National Championship Wrestling）
- NCWタッグチーム王座 ：1回 （w / ニック・バーク）

NYWC（New York Wrestling Connection）
- NYWCタッグチーム王座：1回 （w / マット・ストライカー）
- NYWCインターステイト王座：1回

SSCW（Stars & Stripes Championship Wrestling）
- SSCWヘビー級王座 ：1回
- SSCWライト級王座 ：1回

UWC（United Wrestling Coalition）
- UWCユナイテッドステイツ王座 ：1回